# José Daniel Valencia
José Daniel Valencia (San Salvador de Jujuy, 1955. október 3. –) világbajnok argentin válogatott labdarúgó. 
Az argentin válogatott tagjaként részt vett az 1975-ös és az 1979-es Copa Américán, az 1978-as és az 1982-es világbajnokságon, illetve az 1980-as Mundialiton.

## Sikerei, díjai
Argentína
- Világbajnok (1): 1978